# 世にも奇妙な物語 春の特別編 (2005年)
『世にも奇妙な物語 春の特別編』（よにもきみょうなものがたり はるのとくべつへん）は、2005年4月12日（火曜日）21:30 - 23:48（JST）まで放送されたオムニバスドラマ。

## 倦怠期特効薬

### キャスト
- 中島卓也：ユースケ・サンタマリア
- ミユキ（理想）：井上和香
- 中島みゆき（現実）：田村たがめ
- 店主：横山あきお
- 尾崎：小手伸也
- イケメン俳優：村上幸平
- カオリ：宝積有香
- 女優：竹山メリー
- サラリーマン：石川裕司、山崎豆僧

### スタッフ
- 脚本：山浦雄大、佐藤久美子
- 演出：植田泰史

## 幻の少年

### キャスト
- 桐島奈生子：黒木瞳
- 桐島一樹：永島敏行
- 幻の少年：武井証
- 博美：筒井真理子
- 桐島裕樹：吉川史樹
- 編集長：宇納侑玖
- 担当：村井美樹
- 医者：野口雅弘
- 社員：あがたゆうな、久松信美

### スタッフ
- 脚本：牟田桂子
- 演出：木下高男

## あなたの物語

### ストーリー
ある朝の通勤電車で、2人の女子高生が「あなたの物語」と言うビデオについて話しているのを聞きつけたOLの真美（小西）。レンタルビデオ店で実際に見つけて借り、家に帰ってビデオを見ると、何と、自分の幼少時代が映っていた。そう、これは文字通り、「借りた者の人生を振り返る」ビデオであった。
それから毎日レンタルビデオ店に通い、「あなたの物語」の2巻・3巻・4巻・5巻と見ていき、そこにはやはり自分の学生時代の思い出や今は5年前に事故死した父親など彼女自身のクロニクルが記録されていた。

### キャスト
- 石川真美：小西真奈美
- 前田洋介：山中聡
- チカ：藤澤恵麻
- 追いかけられる女：猫田直
- 真美の父：河合良輔
- 真美の母：辻しのぶ
- OL：清水希香
- 女子高生：池永亜美、小松愛
- ビデオ屋の店員：松嶋亮太、増田遥
- 刑務官：兎本有紀
- 警官：伊藤竜也、足立信彦
- 真美15歳：三好美優
- 真美5歳：大橋のぞみ
- 真美3歳：大原このみ

### スタッフ
- 脚本：小川みづき
- 演出：都築淳一

## 密告ネット（チクリネット）

### 概要
「秘密」と、身近になった「インターネット」をテーマにしたドラマ。その中に「モラル」「友情」というメッセージも含まれている。
現実のインターネット上でも密告ネットは存在しており、また、これに近いものに「学校裏サイト」というものが実際に存在する。

### ストーリー
私立桃ヶ丘高校2年B組の西野あやは秘密好きの普通の女の子であるが、自分の知っている秘密を友人に教えても古いと言われてしまう。ある日、あやはネットサーフィンをしていると、「密告（チクリ）ネット」というサイトを発見した。そこでは他人の秘密を書き込むことでポイントを取得でき、取得したポイントと引き換えに他人の秘密を知ることが出来る仕組みだった。検索してみると自分の学校の生徒や教師の秘密も書き込まれており、そこに書き込まれていた事を翌日友人たちに披露すると先日までとは一変し自分が話題の中心になり始めるが、自分が秘密を書き込むことも楽しむようになり...。

### キャスト
- 西野あや：鈴木杏
- 瀬川唯：黒川芽以
- 中西真里：末永遥
- 長島双葉：悠城早矢
- 香川和哉：川口覚
- 小日向琢郎：正名僕蔵
- あやの母：小野沢知子
- 藤本先生：中込佐知子
- 島岡恭子：柳沢真理亜
- 阿部公三：きゅうたろう
- 酒井アキラ：淺井純
- リポーター：伊藤いずみ

### スタッフ
- 脚本：佐藤久美子
- 演出：都築淳一

## 各話リスト
| 話数  | サブタイトル | 主演                   | 脚本                | 演出     | 原作   | 視聴率 |
| ----- | ------------ | ---------------------- | ------------------- | -------- | ------ | ------ |
| 第1話 | 倦怠期特効薬 | ユースケ・サンタマリア | 山浦雅大 佐藤久美子 | 植田泰史 | -      | 17.4%  |
| 第2話 | 幻の少年     | 黒木瞳                 | 牟田桂子            | 木下高男 | -      | 17.4%  |
| 第3話 | あなたの物語 | 小西真奈美             | 小川みづき          | 都築淳一 | -      | 17.4%  |
| 第4話 | 美女缶       | 妻夫木聡               | 筧昌也              | 筧昌也   | 筧昌也 | 17.4%  |
| 第5話 | 密告ネット   | 鈴木杏                 | 佐藤久美子          | 都築淳一 | -      | 17.4%  |